# Кропивники
Кропи́вники — село в Україні, у Шацькій селищній територіальній громаді Ковельського району Волинської області. Населення становить 292 осіб.
Орган місцевого самоврядування — Шацька селищна рада.

## Історія
У книзі Олександра Цинкаловського «Стара Волинь і Волинське Полісся» про даний населений пункт наявна така інформація: 
| | \| КРОПИВНИКИ, с, Володимирський пов., Щацька волость, 112 км від Володимира. На початку 20 ст. було там 62 доми і 398 жителів, народна школа. Село над джерелами ріки Прип'яті. За переписом 1911 р. до великої земельної власности М. Богдановича належало там 269 дес.[1] \| |
| КРОПИВНИКИ, с, Володимирський пов., Щацька волость, 112 км від Володимира. На початку 20 ст. було там 62 доми і 398 жителів, народна школа. Село над джерелами ріки Прип'яті. За переписом 1911 р. до великої земельної власности М. Богдановича належало там 269 дес. | |

З 30 вересня 2015 року населений пункт у Шацькій селищній об'єднаній територіальній громаді Шацького району Волинської області, до цього село підпорядковувалось Прип'ятській сільській раді Шацького району.
12 червня 2020 року, відповідно до розпорядження Кабінету Міністрів України № 708-р «Про визначення адміністративних центрів та затвердження територій територіальних громад Волинської області», увійшло до складу Шацької селищної територіальної громади.
З 2020 року після ліквідації Шацького району село належить до Ковельського району Волинської області.

## Населення
Згідно з переписом УРСР 1989 року чисельність наявного населення села становила 306 осіб, з яких 142 чоловіки та 164 жінки.
За переписом населення України 2001 року в селі мешкало 295 осіб.

### Мова
Розподіл населення за рідною мовою за даними перепису 2001 року:
| Мова       | Відсоток |
| ---------- | -------- |
| українська | 99,32 %  |
| російська  | 0,68 %   |